# Сорте, Мария
Мари́я Сорте́ (при рождении Мари́я Ха́рфуч Ида́льго, исп. María Sorté, María Harfuch Hidalgo, род. 11 мая 1951, Камарго, Чиуауа, Мексика) — мексиканская актриса, певица, сценаристка, продюсер и радиоведущая, ученица Луиса Химено и Игнасио Ретеса.

## Биография
Родилась 11 мая 1951 года в городе Камарго на севере Мексики в семье Хосе Харфуч Сте́фано (род. 1919) и Селии Идальго Мартинес (1931-1981). Отец имел ливанские корни. Старший брат — Эктор (1949-1997). Детство будущей актрисы складывалась трагически: в 1954 году скончалась её бабушка по отцовской линии Мария Эстефа́на, а в 1955 году от сердечного приступа умер отец. С тех пор у неё потерялись связи с Ливаном и её стали воспитывать в мексиканских традициях. Через год после смерти её отца мать вышла замуж повторно и родила ещё восьмерых детей. 
Чтобы материально помогать своей семье, Мария подрабатывала служанкой в другой семье, а затем работала на радиостанции "ХССС", где в её обязанности входило брать интервью у певцов. 
Очень любила учиться и читать, в частности, произведения русской литературы: Гоголя, Достоевского, Льва Толстого. Впоследствии, муж называл её "рохилья" (коммунистка, от испанского слова "рохо" — красный).   
Учась в старших классах, Мария, к тому времени переехавшая в город Чиуауа, столицу мексиканского штата с одноимённым названием, параллельно сама давала уроки, подменяя заболевших или ушедших в декрет учителей. Она мечтала стать врачом, чтобы лечить своих соотечественников, проживающих вдали от цивилизации, и переехала в столицу страны, Мехико, чтобы поступать в Национальный автономный университет. В Мехико познакомилась с девушкой, которая приехала из штата Табаско и собиралась сдавать экзамен по актёрскому мастерству в Академии имени мексиканского актёра Андреса Солера. Она и уговорила Марию пойти с ней и поддержать её на экзаменах. Луис Химено, возглавлявший тогда данную Академию, увидев будущую актрису, ожидавшую свою подругу в коридоре, предложил ей прочитать с выражением текст сценария, который держал в руках. Мария ответила, что не собирается поступать в Академию и что хочет быть только врачом. Однако, в итоге поддавшись на уговоры Луиса Химено, она всё-таки решилась прочитать вслух сценарий и сделала это блестяще, а её подруга не смогла ничего прочесть и провалилась на экзамене. Так Мария Сорте стала студенткой Академии имени Андреса Солера и забрала документы из Национального автономного университета. Спустя 15 дней после начала учёбы Марии в Академии туда устроился работать величайший Игнасио Ретес и, по выбору многих и по решению Игнасио Ретеса, Мария Сорте была назначена статистом-преподавателем Академии. В конце года, после участия в спектакле "Антония", была названа «Лучшей молодой актрисой». Мария очень хотела сниматься по всему миру, однако её планам не суждено было сбыться, ибо она поняла, что талант не сможет проявиться, если не соединить две вещи: личную жизнь и профессиональную карьеру. В начале карьеры Марию Сорте даже приглашали в Голливуд, на что она ответила отказом.
Сценический псевдоним ей придумал известный мексиканский деятель, диктор телевидения Нефтали Лопес Паэс при подготовке фотосериала "Чужая месть", посчитав, что фамилия Харфуч звучит ужасно и никто не сможет её запомнить. Мария тогда сказала: «Может, мне взять фамилию матери и стать Марией Идальго?» Она даже придумала псевдоним: Лусия Кабраль, но Лопес Паэс ответил: «Нет, ты будешь Марией Со́рте. В переводе с итальянского "sorte" — это удача», - сказал он. Псевдоним прижился. Впоследствии журналисты в своих статьях об актрисе переделали "Со́рте" в "Сорте́".
Первой ролью в кино была роль Панчи ("Скромняшки") в фильме 1976 года "Публичный дом" ("Дом под красным фонарём"), съёмки которого частично проходили в мексиканском городе-курорте Акапулько. В титрах указана как Мария Со́рте.
В 1981 году от рака умерла её мать, а через месяц - один из младших братьев. 
В 1980-1990-е годы занималась певческой карьерой, выпустив 12 дисков.
Является одной из известнейших актрис Мексики. В России стала известна благодаря роли Даниэлы Лоренте в сериале «Моя вторая мама».
В нескольких фильмах, в которых участвовала Мария Сорте, можно познакомиться с достопримечательностями Мексики. Так, в фильме "Индеец не виноват" открываются пейзажи древних ацтекских каналов Сочимилько на юге Мехико. В фильме "Огонь моей крестницы" действие происходит на берегу Калифорнийского залива, в городе Ла-Пас мексиканского штата Южная Нижняя Калифорния. Действие фильма "В чужой коже" происходит в городе Масатлан.
Снимаясь в фильмах 1970-1980-х годов, застала классиков мексиканского кино. В фильме 1979 года "Триумфаторы" её партнёром был мексиканский певец и актёр Хосе Мария Наполеон. Мария Сорте также гордится главной ролью в последней киноработе выдающегося мексиканского комика Канти́нфласа - фильме "Подметальщик улиц" (1981), вспоминая, как пыталась отказаться от роли ввиду беременности, но Кантинфлас не захотел терять её как актрису.
В 1976 году благодаря участию в одном из спектаклей актриса познакомилась с известным мексиканским политиком Хавьером Гарсиа Паниа́гуа (1935-1998). Пара прожила вместе 22 года. У них родились сыновья Хавьер Адриан (1980) и Омар Хамид (1982). Омар Хамид в трёхлетнем возрасте снялся вместе с мамой в телесериале "Покинутая" (1985), а впоследствии принял участие в театральной постановке "Рождественская сказка". После рождения сыновей актриса уже не снималась в полуобнажённом виде для обложек глянцевых журналов и наотрез отказалась ехать в Голливуд и оставлять семью. Первого ребёнка актриса Мария Сорте потеряла ещё на третьем месяце беременности в середине 1970-х, во время съёмок передачи "Шоу Эдуарда Второго". 24 ноября 1998 году супруг актрисы скоропостижно скончался от инфаркта миокарда на своём ранчо в пригороде Гвадалахары. Мария Сорте в это время снималась в телесериале Привилегия любить и играла в спектакле "Мы, которые так друг друга любим". Трагическое совпадение, но именно клятву перед алтарём «и даже смерть не разлучит нас» Мария так и не произнесла — она считала, что брак разрушает любовь, потому что в браке любовь уступает место обязательствам. После смерти мужа актриса сделалась очень религиозным человеком, занялась воспитанием внуков, которых у неё семеро, при этом начала чаще сниматься в телесериалах. Оба сына актрисы стали отцами в 20-летнем возрасте и по праву считаются многодетными. У Марии Сорте 10 внуков и на 2025 год - один правнук. Известны имена двух её внучек: Наталия и Валерия. После смерти мужа Мария поклялась больше никогда не выходить замуж и носить траур по супругу до конца своих дней, так как он был любовью всей её жизни.
В 1985 году был снята кинокартина "Человек с мандолиной", где Мария Сорте сыграла роль сестры главного героя. Действие происходит в муниципалитете Кере́таро в 1957 году. В фильме затронута тема неприятия гомосексуализма тогдашним провинциальным обществом.
В 1989 году Мария Сорте исполнила одну из самых известных своих ролей — Даниэлы Лоренте в сериале «Моя вторая мама». Именно в её исполнении в начале каждой серии звучит песня "Одна", написанная специально для этого телесериала. Некоторые сцены сериала «Моя вторая мама», в частности сцена изнасилования героини Даниэлы Лоренте, снимались в Мехико, в парке района Мискоак летом, во время самой холодной ночи. Благодаря этому телесериалу актрису узнали в разных странах мира. Ради роли Даниэлы ей пришлось существенно изменить имидж: продюсеры сериала Хуан Осорио Ортис и Алессандро Якки́я предложили Марии перекрасить волосы в чёрный цвет. С Марией Сорте в этом сериале также снимались: Джина Моретт, Альфредо Адаме, Синтия Клитбо и другие. Сериал «Моя вторая мама» был популярен не только в России, но и в Мексике. Партнёр Марии Сорте, актёр Энрике Нови, когда эта теленовелла была номинирована на премию TVyNovelas, заявил, что благодаря роли Даниэлы Лоренте актриса возьмёт все премии. После того, как сериал «Моя вторая мама» вышел на экраны, огромный круизный лайнер Норвей, который можно видеть в первых сериях, превратился в крупнейший туристический центр для телезрителей всего мира. Мария Сорте вместе с братом, своими детьми и ассоциированным продюсером Хуаном Осорио Ортисом побывала в 1993 году сначала в Белоруссии, а затем и в РФ (в Москве и Санкт-Петербурге, где актрису, по её признанию, все узнавали на улицах), актриса до сих пор получает письма и приглашения из РФ. Телесериал Моя вторая мама благодаря его успеху и популярности повторяли 3 раза в Белоруссии и 6 раз в РФ, очередь дошла и до Азербайджана, где в 1999 году телесериал показывал телеканал AzTV. Также телесериал имел колоссальный успех в Италии и США. Интересные факты: Мария Сорте научилась произносить название сериала "Моя вторая мама" по-русски. По прибытии в Москву она купила книгу, написанную по мотивам этого телесериала, и, пролистав её, увидела фотографии, снятые, по её мнению, с экрана телевизора.
Актриса снимается в фильмах разных жанров. Так, в 1987 и в 2011 году вышли боевики с её участием: "Мафия в ужасе" и "Печать скорпиона 2", где она снялась вместе с братьями Рейносо. В 2005 году с участием актрисы вышел хоррор "Усадьба ужасов".
В 1997 году был снят фильм "В руках Господа", где Мария Сорте выступила не только как главная героиня (её партнёром по фильму был актёр Альфредо Адаме), но и как соавтор сценария и исполнительница финальной песни с одноимённым названием. Съёмки фильма проводились в округе Тлальпан города Мехико.
В 2000 году с участием Марии Сорте вышли три видеофильма христианской тематики, рассказывающие о роли Бога и Библии в спасении человеческой души ("Религия, сила привычки", "Миллениум - начало конца" и "Наркоман").
В 2005 году участвовала в одном из выпусков еженедельного испаноязычного ток-шоу в США "Дон Франсиско представляет", ведущим которого являлся популярный с 1960-х годов в Южной и Северной Америке чилийский актёр Марио Луис Крёйцбергер Блюменфельд (или "Дон Франсиско").
В 2012 году на экраны вышел фильм "Семь лет в браке", две песни к которому написал известный музыкант, певец и композитор итальяно-испанского происхождения Марко ди Мауро. Роль "Пепе" в фильме сыграл мексиканский актёр Роберто Паласуэлос, снявшийся в эпизодических ролях в телесериалах "Моя вторая мама" и "Просто Мария", показанных в России в начале 1990-х годов.
В августе 2014 года Мария Сорте стала обладателем премии «Золотой голос за заслуги перед отечеством» имени мексиканского певца Педро Инфанте, денежный эквивалент которой направила на помощь 250 детям штата Оахака, больным раком.
В 2024 году актриса отметила 50-летие творческой деятельности.
Мария Сорте неоднократно являлась обладательницей престижных мексиканский наград и премий в категории "Лучшая женская роль" за участие в таких фильмах, телесериалах и спектаклях, как: "Мексиканец до мозга костей", "Подметальщик улиц", "Моя вторая мама", "Навстречу солнцу", "Огонь в крови", "Женщины из пепла".

## Фильмография

### В качестве актрисы

#### Телесериалы
- Женщина, случаи из реальной жизни / Mujer, casos de la vida real — телесериал-антология, выходивший в 1986—2007 годах. Мария Сорте снялась в 6 сериях.
- 1974 — Игрушечный мир / Mundo de juguete — Гильермина
- 1975 — Палома / Paloma — Анита
- 1979 — Запретная любовь / Amor prohibido
- 1981 — Колорина / Colorina — Мирна
- 1982 — По любви / Por amor — Белен
- 1983 — Проклятие / El maleficio — Патрисия
- 1985 — Покинутая / Abandonada — Мария
- 1989 — Моя вторая мама / Mi segunda madre — Даниэла Лоренте
- 1992 — Навстречу солнцу / De frente al sol — Алисия Сандоваль
- 1994 — Там за мостом / Más allá del puente — Алисия Сандоваль
- 1997 — Секрет Алехандры / El secreto de Alejandra — Мария/Алехандра
- 1998 — Привилегия любить / El privilegio de amar — Вивиан дель Анхель
- 1999 — Мечты юности / DKDA: Sueños de juventud — Рита Мартинес
- 1999 — Рождественская сказка / Cuento de Navidad — Мария
- 2000 — Моя судьба — это ты / Mi destino eres tú — Ампаро Кальдерон де Родригес
- 2001 — Красивая женщина / Mujer bonita — Соль
- 2001 — Рождённый без греха / Sin pecado concebido — Ампаро Ибаньес
- 2002 — Между любовью и ненавистью / Entre el amor y el odio — Мария Магдалена Морено
- 2003 — Истинная любовь / Amor real — Росаура
- 2004 — Бесчувственная / Mujer de madera — Селия де Гомес
- 2006 — Любовь без границы / Amar sin límites — Клеменсия Уэрта де Моран
- 2006 — Скрытая правда, или Наш секрет/ La verdad oculta — Йоланда Рей
- 2007 — Огонь в крови / Fuego en la sangre — Эва Родригес
- 2009 — Море любви / Mar de amor — Аурора де Руис
- 2012 — Свирепая любовь / Amor bravío — Аманда
- 2013 — Буря / La Tempestad — Беатрис де Реверте
- 2015 — Пусть тебя прощает Бог / Que te perdone Dios — Элена
- 2016 — Лживое сердце / Corazón que miente — Кармен
- 2020 — Холостяк, но с дочерьми / Soltero con hijas — Урсула Перес
- 2021 — Создавая твою любовь / Diseñando tu amor — Консуэло Моралес
- 2023 — Побеждая чувство вины / Vencer la culpa — Аманда Карденаль
- 2025 — Дочери госпожи Гарсия / Las hijas de la Señora García — Офелия Гарсия

##### Фотосериалы
- 1975 — Чужая месть

#### Фильмы

##### Художественные фильмы
- 1976 — Публичный дом (Дом под красным фонарём) / Zona roja — Панча (Скромняшка) — (реж. Эмилио Фернандес)
- 1977 — Индеец не виноват / No tiene la culpa el Indio — Вдова — (реж. Мигель М. Дельгадо)
- 1979 — Триумфаторы / Los triunfadores (The Golden Coyotes) — Росио, девушка Фернандо — (реж. Хавьер Дуран Эскалона)
- 1979 — Мексиканец до мозга костей / Mexicano hasta las cachas — Жена Мауро — (реж. Эдгардо Гаскон)
- 1979 — Огонь моей крестницы / El fuego de mi ahijada — крестница Алисия — (реж. Анхель Родригес Васкес)
- 1979 — Завещание / El testamento — Марта — (реж. Гонсало Мартинес Ортега)
- 1981 — Подметальщик улиц / El barrendero — служанка Чепинита — (реж. Мигель М. Дельгадо)
- 1983 — В чужом теле / Con el cuerpo prestado — душа Карлоты Бельтран — (реж. Тулио Демикели)
- 1984 — Мошенник / El embustero — Мерседес, невеста — (реж. Рафаэль Вильясеньор Кури)
- 1985 — Человек с мандолиной / El hombre de la mandolina — Росио — (реж. Гонсало Мартинес Ортега)
- 1986 — Сын ветра / El hijo del viento — Ана Луиса — (реж. Луис Кинтанилья Рико)
- 1986 — Словно жених и невеста / Como si fuéramos novios — Мама — (реж. Серхио Вегар)
- 1987 — Мафия в ужасе / La mafia tiembla — Майра Монтес — (реж. Хильберто де Анда)
- 1990 — Клетка смерти / La jaula de la muerte — (реж. Рауль Арайса)
- 1993 — Ангел для бесят / Un ángel para los diablillos — Аурора / Исабель Мартинес — (реж. Хуан Фернандо Перес Гавилан)
- 1997 — В руках Господа / En las manos de Dios — Исабель — (реж. Серхио Вехар)
- 2005 — Добро пожаловать, земляк! / Bienvenido paisano — Сенобия — (реж. Рафаэль Вильясеньор Кури)
- 2011 — Печать скорпиона 2 / La estampa del escorpion 2 — Донья Мария — (реж. Эдуардо Мартинес)
- 2012 — Семь лет в браке / 7 Años de Matrimonio — Эдна — (реж. Хоэль Нуньес Ароча)

##### Видеофильмы
- 1998 — Религия, сила привычки / Religion, la fuerza de la costumbre — Роси — (реж. Пако дель Торо)
- 2000 — Миллениум — начало конца / Milenio, el principio del fin — Тере — (реж. Пако дель Торо)
- 2000 — Наркоман / Drogadicto — Рита — (реж. Пако дель Торо)
- 2005 — Усадьба ужасов / La hacienda del terror — нотариус Мария Роблес — (реж. Патрисия Фуэнтес, Роберто Маррокин, Алехандро Тодд)

#### Многосерийные фильмы и телепередачи
- 1978 — Шоу Эдуарда Второго (Шоу Эдуардо Мансано) — Разные персонажи
- 2005 — Час-пик / La Hora Pico — Приглашённое лицо
- 2009 — Женщины-убийцы / Mujeres asesinas — Мария Гонсалес
- 2009 — Время вышло 3 / Tiempo final 3
- 2012 — Прибежище / El albergue — Эсперансита

### В качестве сценариста и продюсера
- 1997 — В руках Господа / En las manos de Dios — Исабель (реж. Серхио Вехар)

## Театральные работы
- 1975 — Амадеус / Amadeus
- Антония / Antonia
- Боже, сделай меня вдовой / Dios mío, hazme viuda por favor (автор: Хосефина Васкес Мота)
- У каждого своя жизнь / Cada quien su vida (автор: Луис Г. Басурто)
- Мы, которые так любим друг друга / Nosotras que nos queremos tanto (автор: Мигел Фалабелла)
- Девушка не вернётся / La muchacha sin retorno (автор: Сантьяго Монкада)
- Женщины из пепла / Mujeres de ceniza (авторы: Мартин Герра, Серхио Маркос)
- Испарись, любовь моя / Aviéntate amor mío
- Судьба императрицы-консорта / La suerte de la consorte (автор: Сара Сефчович)

## Афоризмы Марии Сорте
Мария Сорте была автором многих афоризмов, некоторые из которых вошли в традиционный обиход мексиканского юмора.
- «Не нужно расчёта в отношениях, не стоит выискивать, кто чего делает больше, а кто чего-то не делает вовсе».
- «Я была достаточно кокетлива, но с женихами не спешила. Хотела быть независимой».
- «Я очень решительно ответила: Нет, я не собираюсь становиться актрисой, я буду врачом».